# Mazurki (Białoruś)
Mazurki (biał. Мазуркі, ros. Мазурки) – wieś na Białorusi, w obwodzie brzeskim, w rejonie lachowickim, w sielsowiecie Honczary.

## Geografia
Miejscowość położona między wsiami: Minicze (na zachodzie), Honczary, Horodyszcze, Niedźwiedzica (na wschodzie); znajduje się 27 km na południowy wschód od Baranowicz. Na zachód od Mazurków płynie rzeka Szczara, na której dla Lachowicz zbudowano zbiornik retencyjny „Minicze”. Na północy przebiega droga republikańska R43.

## Historia
Miejscowość wzmiankowana w 1592 roku na obszarze Wielkiego Księstwa Litewskiego. Po II rozbiorze w 1793 roku miejscowość (jak sąsiednie Lachowicze) znalazła się w Imperium Rosyjskim. W okresie zaborów Mazurki leżały w rosyjskiej guberni mińskiej, w ujeździe słuckim, w wołosti Niedźwiedzica. 
W XIX/XX wieku funkcjonował tu majątek Krahelskich. W Mazurkach urodziła się Krystyna Krahelska, która użyczyła twarzy do pomnika Syreny nad Wisłą w Warszawie, napisała słowa i melodię pieśni Hej, chłopcy, bagnet na broń, zginęła 2 sierpnia 1944 roku w czasie powstania warszawskiego.  
W dwudziestoleciu międzywojennym leżały w Polsce, w województwie nowogródzkim, w powiecie baranowickim, w gminie Niedźwiedzica. W 1921 wieś liczyła 206 mieszkańców, zamieszkałych w 36 budynkach, w tym 106 Polaków, 97 Białorusinów i 3 osoby innej narodowości. 203 mieszkańców było wyznania rzymskokatolickiego i 3 prawosławnego. Folwark liczył zaś 20 mieszkańców, zamieszkałych w 1 budynku, wyłącznie Polaków wyznania rzymskokatolickiego.
W latach 1939–1941 Mazurki były pod okupacją sowiecką, 1941-1944 niemiecką i 1944-1945 ponownie sowiecką.
Po II wojnie światowej Mazurki odłączono od Polski – znalazły się w granicach Białoruskiej SRR, a od 1991 r. w niepodległej Białorusi.

## Ludzie związani z Mazurkami
- Jan Krahelski (1884-1960) – polski polityk, wojewoda poleski (1926–1932)
- Krystyna Krahelska (1914-1944) – poetka, harcerka, etnograf, żołnierz AK, uczestniczka powstania warszawskiego, a także autorka pracy magisterskiej „Rok obrzędowy we wsi Mazurki”[8] („Monografia etnograficzna wsi Mazurki, powiat baranowicki, województwo nowogrodzkie”[9])
- Wanda Krahelska (1886-1968) – działaczka PPS, członkini Organizacji Bojowej PPS, współtwórczyni Rady Pomocy Żydom „Żegota”
- Józefa Najdziuk(inne języki) (z domu Breczka, 1927-2004) – uczestniczka białoruskiego ruchu narodowowyzwoleńczego, członkini Związku Młodzieży Białoruskiej, działaczka białoruskiej emigracji w Niemczech i USA[10], żona Czesława Najdziuka i bratowa Józefa Aleksandrowicza